# Drânceni
Drânceni is een Roemeense gemeente in het district Vaslui.
Drânceni telt 4686 inwoners.